# Elli H. Radinger
Elli H. Radinger, (ur. 1951 w Wetzlarze w Hesji) – niemiecka prawniczka i pisarka, specjalizująca się w tematyce wilków.
Po ukończeniu szkoły średniej przez pięć lat pracowała jako stewardesa. Następnie Ukończyła studia prawnicze ze specjalizacją w prawie lotniczym. Pracowała w zawodzie prawnika, aczkolwiek nie w tej specjalizacji. W 1991 roku założyła (wraz z Güntherem Blochem) Towarzystwo Ochrony Wilków (niem. Gesellschaft zum Schutz der Wölfe). Przez dziesięć lat pełniła w nim funkcję przewodniczącej. Od 1991 roku jest redaktorką Wolf Magazin, niemieckojęzycznego magazynu o wilkach i innych dzikich psowatych, którego była inicjatorką. Poczynając od 1990 r. zajmowała się obserwacją wilków żyjących w naturze w Ameryce Północnej. W latach 1995–2018 brała udział w badaniach nad wilkami w Parku Narodowym Yellowstone. Wygłasza wykłady, prowadzi odczyty i seminaria na temat wilków, przyrody i ekosystemu. 
Jej najbardziej znaną książka jest Mądrość Wilków (niem. Die Weisheit der Wölfe), która zostala przetłumaczona na 18 języków. Opowiada o doświadczeniach związanych z codzienną obserwacją zwyczajów wilków, jak również o podobieństwach człowieka i wilka.